# Cragside
Cragside es una casa de campo victoriana cerca de la ciudad de Rothbury en Northumberland, Inglaterra. Fue el hogar de William Armstrong, primer barón Armstrong, fundador de la firma de armamentos Armstrong Whitworth. Magnate industrial, científico, filántropo e inventor de la grúa hidráulica y del cañón Armstrong, también mostró su inventiva en el ámbito doméstico, convirtiendo a Cragside en la primera casa del mundo en iluminarse con energía hidroeléctrica. La finca estaba tecnológicamente avanzada; el arquitecto de la casa, Richard Norman Shaw, escribió que estaba equipada con "maravillosas máquinas hidráulicas que hacen todo tipo de cosas". En sus terrenos, Armstrong construyó presas y lagos para alimentar un aserradero, una lavandería impulsada con agua, las primeras versiones de un lavaplatos y un montaplatos, un ascensor hidráulico y un asador alimentado hidroeléctricamente. En 1887, Armstrong fue elevado a la nobleza, el primer ingeniero o científico en ser ennoblecido en el Reino Unido, y se convirtió en el barón Armstrong de Cragside. 
El edificio original consistía en un pequeño pabellón de caza que Armstrong construyó entre 1862 y 1864. En 1869, contrató al arquitecto Richard Norman Shaw para ampliarlo, y en dos fases realizadas entre 1869 y 1882, transformaron la casa en un Neuschwanstein del norte. El resultado fue descrito por el arquitecto y escritor Harry Stuart Goodhart-Rendel como "una de las composiciones más teatrales de toda la arquitectura". Armstrong completó la casa con una importante colección de arte; y junto con su esposa patrocinó a numerosos artistas británicos del siglo XIX. Cragside se convirtió en una parte integral de las operaciones comerciales de Armstrong: muchos de los invitados de honor alojados bajo su techo (incluidos el Sha de Persia, el Rey de Siam y dos futuros Primeros Ministros de Japón), también tenían la condición de clientes de sus proyectos. 
Tras la muerte de Armstrong en 1900, sus herederos lucharon por mantener la casa y la propiedad. En 1910, se vendió lo mejor de la colección de arte de Armstrong, y en la década de 1970, en un intento por pagar los impuestos de la herencia, se presentaron planes para el desarrollo residencial a gran escala de la propiedad. En 1971, el National Trust pidió al historiador de la arquitectura Mark Girouard que compilara un nomenclátor de las casas victorianas más importantes de Gran Bretaña, que el Trust debería intentar salvar en caso de que alguna vez fueran vendidas. Girouard colocó a Cragside en la parte superior de la lista; y en 1977 la casa fue adquirida por el Fideicomiso con la ayuda de una subvención del Fondo Nacional de Tierras. Siendo un edificio catalogado de grado I desde 1953, Cragside ha estado abierto al público desde 1979. 

## Historia

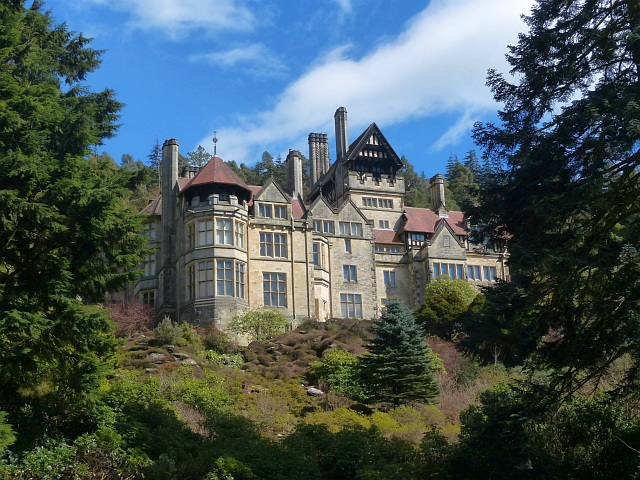
Vista de Cragside desde la parte inferior de la finca

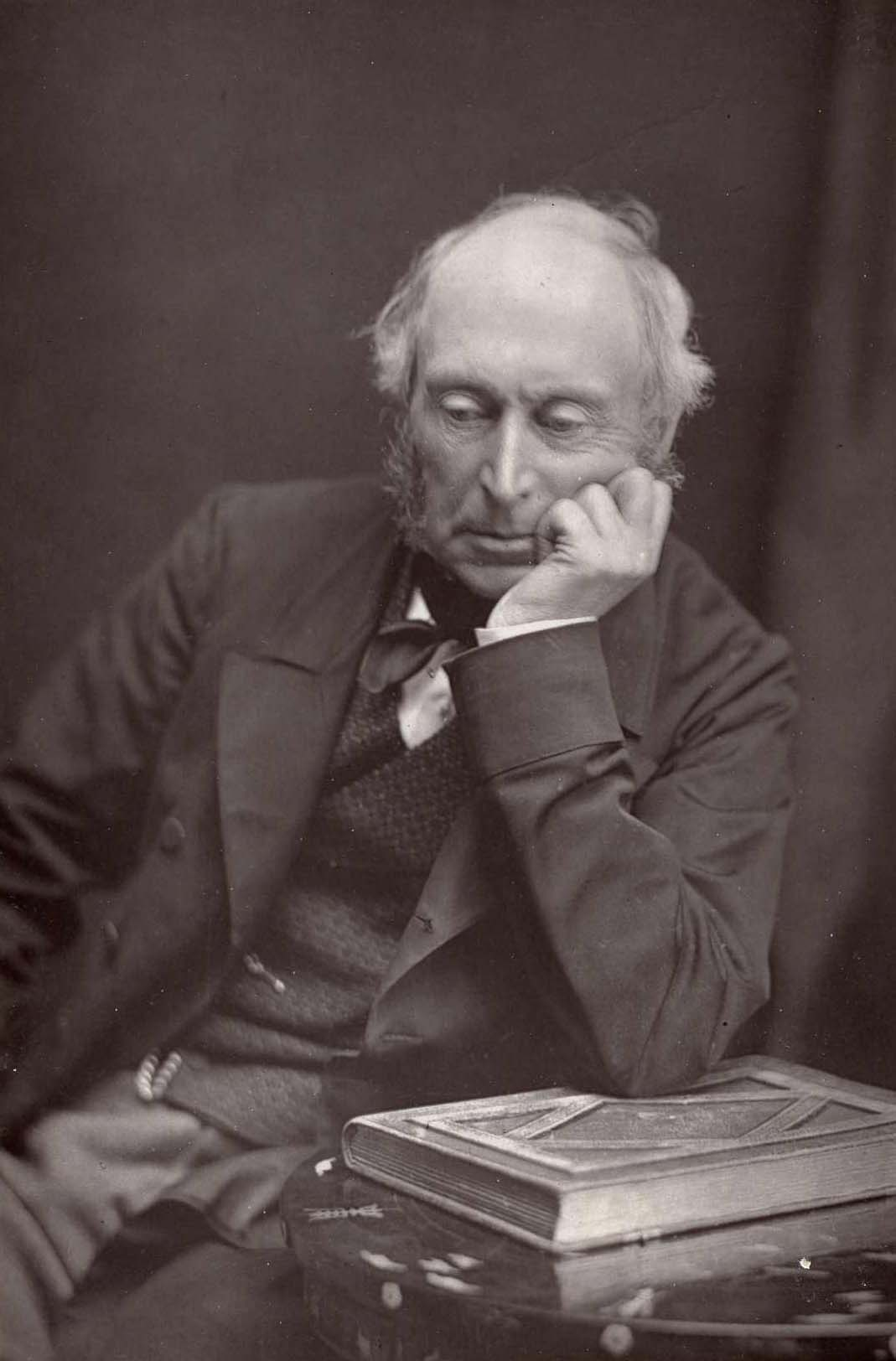
Armstrong en la década de 1870

### William Armstrong
William Armstrong nació el 26 de noviembre de 1810 en Newcastle upon Tyne, hijo de un comerciante de maíz. Formado como abogado, se trasladó a Londres antes de los veinte años. Al regresar a Newcastle, en 1835 conoció y se casó con Margaret Ramshaw, la hija de un constructor. Científico aficionado entusiasta, Armstrong comenzó a realizar experimentos tanto en hidráulica como en electricidad. En 1847, abandonó el ejercicio de la abogacía para dedicarse a la ingeniería, fundando la empresa W. G. Armstrong and Company en Elswick, cerca de Newcastle. En la década de 1850, con su diseño del cañón Armstrong, sentó las bases de una empresa de armamentos que antes de fin de siglo, vería a Krupp como su único rival mundial. Se estableció como una figura de prestigio nacional: su trabajo de suministro de artillería al ejército británico fue visto como una respuesta importante a los fracasos de las fuerzas británicas durante la Guerra de Crimea. En 1859 resultó nombrado caballero e ingeniero de artillería, convirtiéndose en el principal proveedor de armamento tanto para el ejército como para la marina británicos.

### Pabellón de caza: 1862-1865
Armstrong había pasado gran parte de su infancia en Rothbury, alejado del ambiente industrial de Newcastle en beneficio de su salud, a menudo precaria. Regresó a la zona en 1862, después de haber permanecido sin vacaciones durante más de quince años. En un paseo con unos amigos, quedó impresionado por el atractivo del lugar para establecer una casa. Al regresar a Newcastle, compró una pequeña parcela de tierra y decidió construir una casa modesta en una elevación sobre los páramos. Pretendía una casa de ocho o diez habitaciones y un establo para un par de caballos. La casa fue terminada a mediados de la década de 1860 por un arquitecto desconocido: un pabellón de caza de dos pisos de poca distinción arquitectónica, aunque construido y amueblado con un alto nivel de calidad.

### Palacio de las hadas: 1869-1900
El arquitecto de Armstrong para la expansión de Cragside fue el escocés R. Norman Shaw, que había comenzado su carrera en la oficina de William Burn y luego había estudiado con Anthony Salvin y George Edmund Street. Salvin le había enseñado a dominar la planificación interna esencial para el diseño de las casas grandes y muy variadas que ansiaban los ricos victorianos, y de sus dos maestros había aprendido a comprender las claves de laarquitectura neogótica. Con tan solo 24 años, ganó la medalla de oro del Real Instituto de Arquitectos Británicos y una Beca de Viaje para Estudiantes.
Armstrong había comprado un cuadro obra de John Callcott Horsley, titulado El príncipe Hal tomó la corona de la cabecera de su padre, que resultó ser demasiado grande para caber en su casa en Jesmond, Newcastle. El pintor era amigo de Armstrong, y le recomendó que Shaw (del que también era amigo) diseñara una extensión del salón de banquetes que Armstrong había construido previamente. Cuando se completó este encargo en 1869, se le pidió a Shaw que iniciara una serie de ampliaciones y mejoras en el pabellón de caza que Armstrong había construido en Rothbury cuatro años antes. Esta fue la génesis de la transformación de la casa entre 1869 y 1884. Durante los siguientes treinta años, Cragside se convirtió en el centro del mundo de Armstrong. Años después, en su vejez, comentó, "si no hubiera habido Cragside, no debería estar hablando hoy contigo, porque ha sido mi vida".
El historiador de la arquitectura Andrew Saint registra que Shaw esbozó todo el diseño del "futuro palacio de las hadas" en una sola tarde, mientras Armstrong y sus invitados estaban en una partida de caza. Después de este rápido diseño inicial, Shaw trabajó en la construcción de la casa durante más de 20 años. El largo período de construcción, y el enfoque gradual y cambiante de Armstrong para el desarrollo de la casa, y su deseo de conservar el pabellón de caza original como su núcleo, ocasionalmente llevaron a tensiones entre el cliente y el arquitecto, y a un edificio que carece de una unidad general. Armstrong cambió el propósito de varias habitaciones a medida que se desarrollaron sus intereses, y el historiador arquitectónico alemán Hermann Muthesius, escribiendo justo después de la muerte de Armstrong en 1900, señaló que "la casa no encontró el favor incondicional de los seguidores de Shaw que sus obras anteriores habían tenido, ni le satisfizo completamente (a Shaw)". Sin embargo, las habilidades de Shaw, como arquitecto y como gerente de clientes difíciles, aseguraron que Cragside se concibiera "con una fuerza memorable".

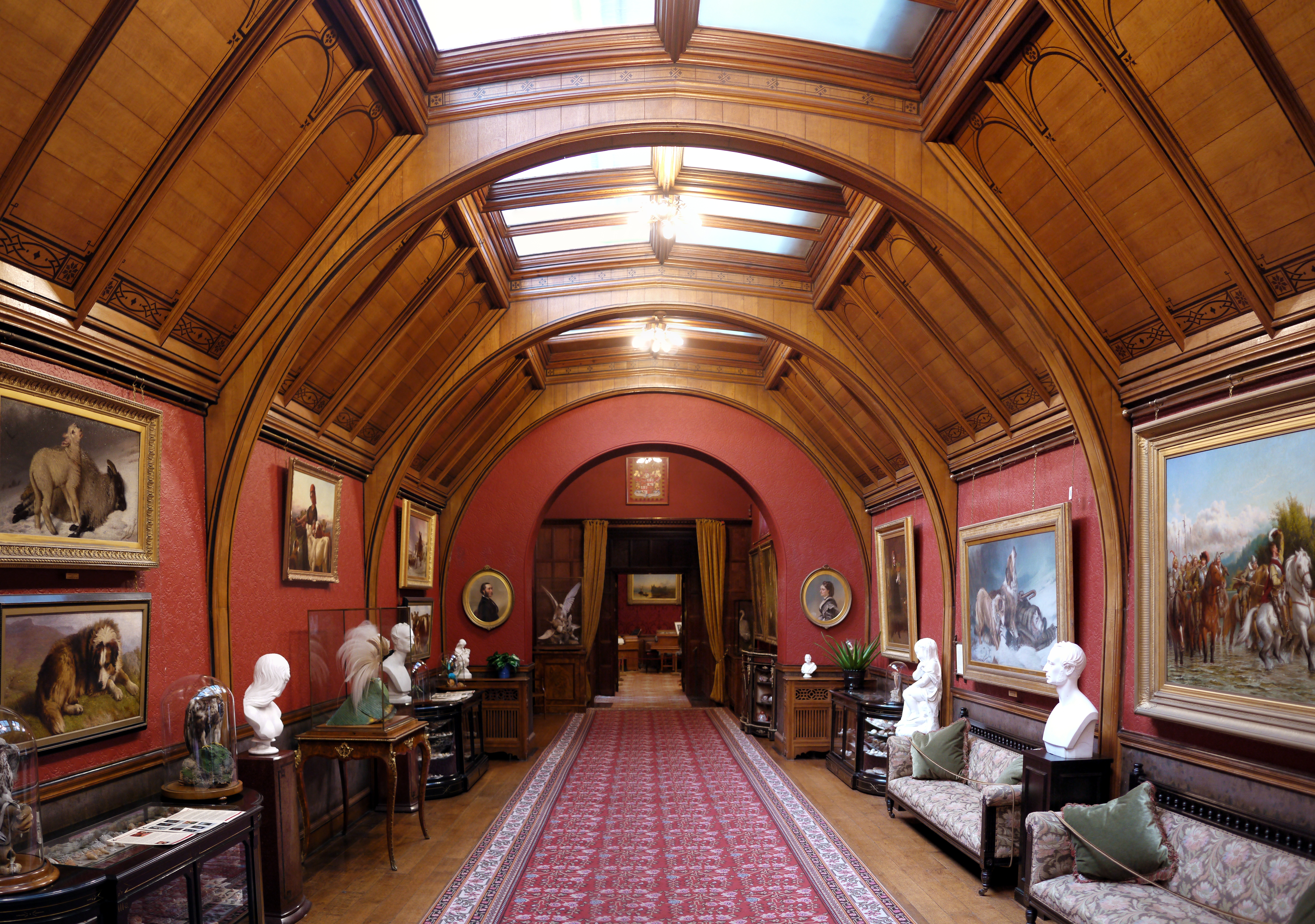
La galería con iluminación superior, anteriormente el museo de Armstrong

Además de ser el hogar de Armstrong, Cragside actuó como una enorme vitrina para su colección de arte en constante expansión. Las mejores de sus pinturas se colgaron en el salón, pero Shaw también convirtió el museo en una galería de imágenes con iluminación desde el techo El cuadro Chill October, pintado por John Everett Millais, y comprado por Armstrong en la subasta de la colección de Samuel Mendel en Christie's en 1875, se convirtió en el orgullo de su colección. Armstrong también compró Jephthah's Daughter de Millais en la misma subasta. Ambos serían vendidos por los herederos de Armstrong en 1910: Chill October está ahora en la colección privada de Andrew Lloyd Webber, y Jephthah's Daughter está en manos del Museo Nacional de Cardiff.
Cragside fue un escenario importante para las actividades comerciales de Armstrong. El escritor de arquitectura Simon Jenkins comenta que: "Los dignatarios japoneses, persas, siameses y alemanes cortejaron al hombre que equipó sus ejércitos y construyó sus armadas". En su libro de 2005, Monumentos de Gran Bretaña, Clive Aslet menciona visitas con el mismo propósito del Príncipe Heredero de Afganistán y del Sha de Persia. El Shah Naser al-Din lo visitó en julio de 1889 y el príncipe afgano Nasrullah Khan en junio de 1895. La biógrafa de Armstrong, Henrietta Heald, menciona a dos futuros Primeros Ministros de Japón, Katō Takaaki y Saitō Makoto, entre un flujo constante de industriales japoneses, oficiales navales, políticos y miembros de la realeza que inscribieron sus nombres en el libro de visitantes de Cragside. El diplomático chino Li Hung Chang lo visitó en agosto de 1896. El rey Chulalongkorn de Siam estaba allí en agosto de 1897, cuando la actividad en la fábrica de Elswick se vio interrumpida por una amarga huelga motivada por reivindicaciones salariales y de horarios.
En agosto de 1884, el príncipe y la princesa de Gales (los futuros Eduardo VII y reina Alejandra) hicieron una visita de tres días a Cragside; fue la cima de la carrera social de Armstrong. La llegada real a la casa fue iluminada por diez mil lámparas y una gran variedad de farolillos chinos colgados en los árboles de la finca. Se lanzaron fuegos artificiales desde seis globos y se encendió una gran hoguera en Simonside Hills. En el segundo día de su visita, el Príncipe y la Princesa viajaron a Newcastle, para inaugurar formalmente los terrenos de la antigua casa de Armstrong, Jesmond Dean, que ya había donado a la ciudad como parque público. Hoy en día sigue siendo un parque público, una hondonada conocida como Jesmond Dene. Tres años más tarde, durante el Jubileo de Oro de la Reina Victoria, Armstrong fue ennoblecido como Barón Armstrong de Cragside, y se convirtió en el primer ingeniero y en el primer científico en recibir un título nobiliario. Entre muchas otras celebraciones, se le concedieron las llaves de la ciudad de Newcastle. En su voto de agradecimiento, el alcalde señaló que uno de cada cuatro habitantes de la población total de la ciudad estaba empleado directamente por Armstrong o por las empresas que él presidía.

### Herederos de Armstrong: 1900-presente
Armstrong murió en Cragside el 27 de diciembre de 1900, a los 90 años, y fue enterrado junto a su esposa en el cementerio de Rothbury. Su lápida lleva el epitafio siguiente: Sus logros científicos le valieron una celebridad mundial y su gran filantropía la gratitud de los pobres. Cragside y la fortuna de Armstrong fueron heredados por su sobrino nieto, William Watson-Armstrong. Watson-Armstrong carecía de la perspicacia comercial de su antecesor y una serie de malas inversiones financieras llevaron a la venta de gran parte de la gran colección de arte en 1910. En 1972, la muerte del heredero de Watson-Armstrong, William John Montagu Watson- Armstrong provocó que la casa y la propiedad se vieran amenazadas por un desarrollo residencial a gran escala, con la intención de recaudar el dinero necesario para pagar los cuantiosos impuestos de la herencia. En 1971, cuando asesoró al National Trust sobre las casas victorianas más importantes que se conservarían para la nación en caso de que fueran vendidas, Mark Girouard había identificado a Cragside como la principal prioridad. Una gran campaña permitió que la casa y los terrenos fueran adquiridos por el Trust en 1977, con la ayuda de una subvención del National Land Fund.
En 2007, Cragside reabrió sus puertas después de someterse a un programa de remodelación de 18 meses, que incluyó un nuevo cableado de toda la casa. Se ha convertido en uno de los sitios más visitados en el noreste de Inglaterra, con 236.672 visitantes en 2018. El Trust continúa el trabajo de restauración, permitiendo que se muestren cada vez más estancias de la casa: la sala eléctrica de Armstrong, en la que llevó a cabo experimentos con cargas eléctricas hacia el final de su vida, se reabrió en 2016. Estos experimentos llevaron a la publicación en 1897 del último trabajo de Armstrong, Movimiento eléctrico en el aire y el agua, ilustrado con notables fotografías por su amigo John Worsnop.
El Trust continúa una reconstrucción de la propiedad más amplia, con planes para restaurar los invernaderos de Armstrong, incluida la casa de las palmeras, el invernadero de los helechos y la casa de las orquídeas.

## Arquitectura y descripción

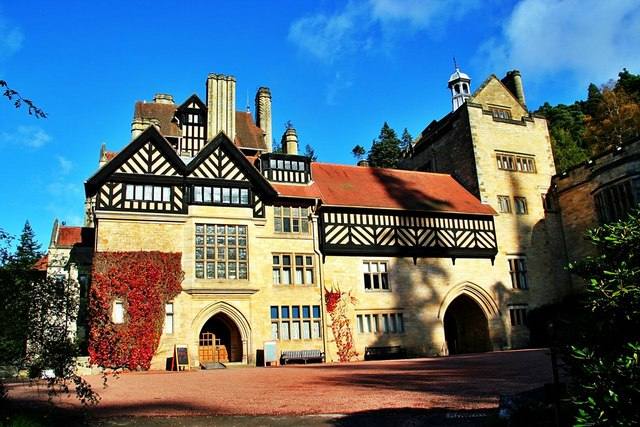
El frente de entrada: La obertura "wagneriana" de Shaw

Cragside es un ejemplo del característico estilo neo-tudor de Shaw. La Guía de arquitectura Pevsner para Northumberland califica el edificio como "la mansión victoriana más espectacular del norte de Inglaterra". El frente de la entrada fue descrito por Harry Stuart Goodhart-Rendel como "una de las composiciones más teatrales de toda la arquitectura", y el historiador arquitectónico James Stevens Curl consideró la casa como "una composición pintoresca extraordinariamente lograda".
Las principales críticas se centran en la falta de coherencia general del edificio; en The National Trust Book of the English House, Aslet y Powers describen la casa como "grande y serpenteante", y los críticos de arquitectura Dixon y Muthesius escriben que "el plan divaga sin rumbo sobre la ladera". Saint es aún más despectivo: para él, "el plan de Cragside es poco mejor que un rezagado". El entramado de madera sobre la entrada también ha sido criticado como infiel a la tradición de la arquitectura popular del noreste. Shaw se habría mostrado indiferente; deseando que tuviera un "efecto romántico, lo alcanzó como un artista que busca un tubo de color".
El historiador de la arquitectura J. Mordaunt Crook considera que Cragside es una de las pocas casas de campo construidas por la plutocracia comercial victoriana que fue verdaderamente "vanguardista o que marcó tendencias". En su estudio, The Rise of the Nouveaux Riches, Crook sostiene que muchos propietarios nuevos eran demasiado dominantes, y en general, elegían arquitectos de segunda categoría, ya que estos tendían a ser más "flexibles", lo que permitía a los clientes satisfacer sus deseos más fácilmente, en lugar de los de primer rango como Shaw. El sabor renano de la casa contrasta notablemente con una casa de campo que era casi contemporánea a Cragside: la Villa Hügel, construida por el mayor rival de Armstrong, Alfred Krupp. Mientras que la solidez de Armstrong en Northumbria se inspiró en reminiscencias teutónicas, su competidor alemán diseñó y construyó una casa que era todo un ejercicio de neoclasicismo.
Mark Girouard describió la ubicación de la casa como "un emplazamiento lunático". Pevsner y Richmond describen el entorno y a la casa como wagnerianos. La repisa en la que se encuentra el edificio es estrecha, y el espacio para las repetidas expansiones solo se puede ganar dinamitando la pared de roca detrás o construyendo hacia arriba. Tales desafíos se convirtieron en un acicate para Armstrong, y superar las barreras técnicas de la construcción le dio un gran placer. Su tarea se vio facilitada por el uso de la mano de obra y la tecnología de Elswick Works. La historiadora de la arquitectura Jill Franklin señala que la vertiginosa caída del emplazamiento es tan empinada, que el salón, al nivel del rellano del primer piso en la parte delantera de la casa, se encuentra con la pared rocosa en la parte trasera.
Jenkins describe el plan de la casa como "más simple de lo que sugiere el exterior". La mayoría de las salas de recepción se encuentran en la planta baja, al igual que las salas de servicio adjuntas. La excepción es la gran extensión que Shaw agregó al sureste a partir de 1882. Esto incluye el salón, terminado para la visita del Príncipe y la Princesa de Gales, en agosto de 1884.
La casa ha sido un edificio catalogado de Grado I desde el 21 de octubre de 1953, el listado cita, entre otras cosas, su "interior victoriano en gran parte completo". El corresponsal de arquitectura de The Times, Marcus Binney, quien estuvo muy involucrado en la campaña para traer Cragside al National Trust, señaló la importancia histórica de este "interior virtualmente intacto", con sus colecciones de muebles, los muebles diseñados especialmente para Cragside y las bellas obras de arte decorativas, con el trabajo de muchos diseñadores notables de la época, incluidos William Morris, Dante Gabriel Rossetti, Philip Webb y Edward Burne-Jones. Pevsner señala que la colección de arte demostró "lo que estaba permitido para el noble victoriano en el camino de la erótica".

### Cocina, cuartos de servicio y baño turco
La cocina es grande para los estándares victorianos y forma un apartamento considerable con la despensa del mayordomo. Muestra el "ingenio técnico" de Armstrong al máximo, ya que un montaplatos y un asador funcionan con energía hidráulica. Un gong eléctrico anunciaba la hora de las comidas. Para la visita de los príncipes de Gales Eduardo y Alejandra, Armstrong trajo a los abastecedores reales, Gunters, quienes usaron la cocina para preparar un menú de ocho platos que incluía ostras, sopa de tortuga, rodaballo relleno, venado, urogallo, melocotones en gelatina de marrasquino y helado de pan integral. Fuera de la cocina, debajo de la biblioteca, hay una suite de baño turco, una instalación inusual en una casa privada victoriana. El escritor Michael Hall sugiere que el baño, con su piscina profunda, tenía la intención de demostrar tanto el abundante suministro de agua como su uso real. Como solía ser el caso, Armstrong también encontró una aplicación práctica para sus placeres: el vapor generado por el baño turco apoyaba la provisión de calefacción para la casa.

### Biblioteca y comedor

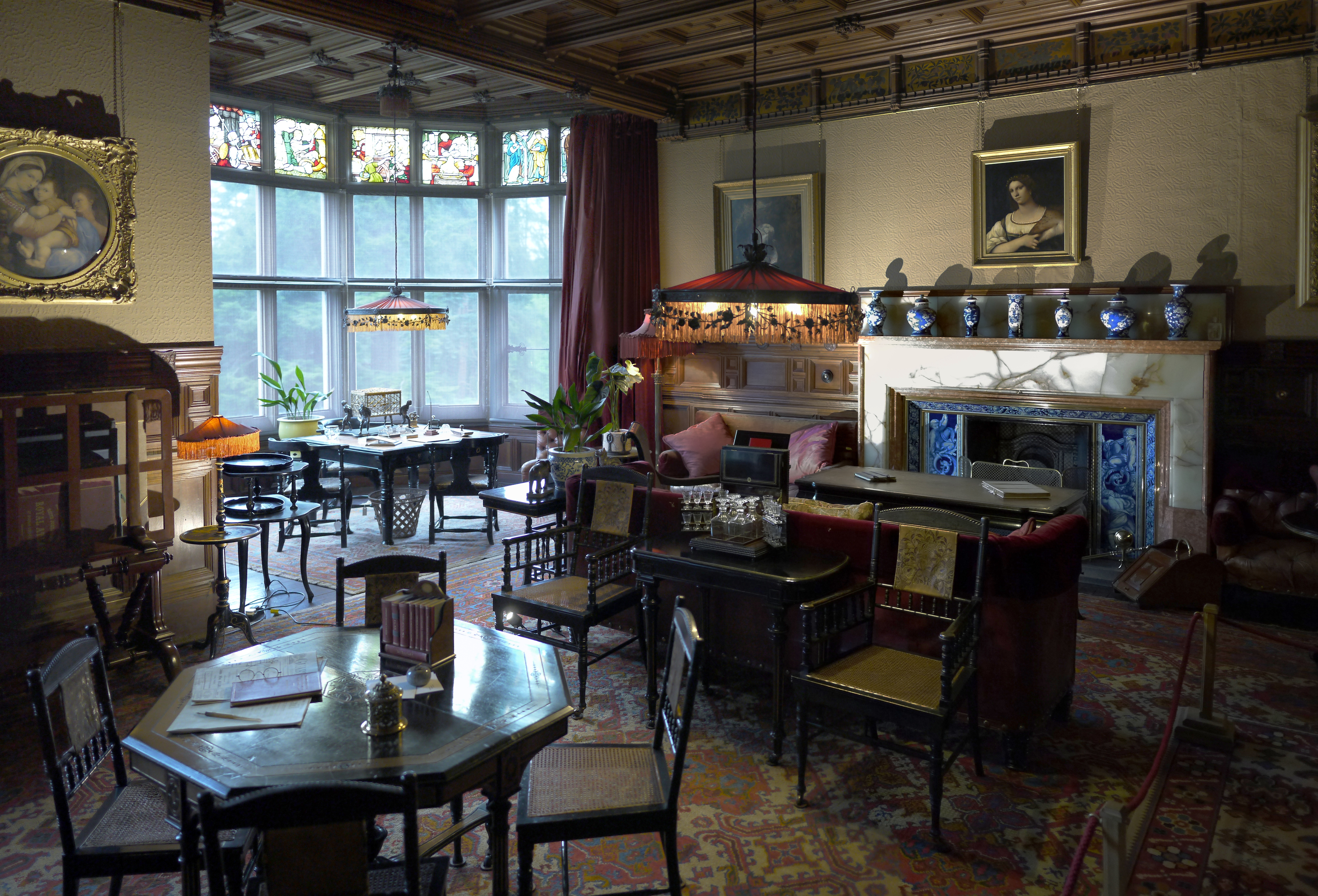
La biblioteca – "El mejor interior doméstico de Shaw"

Girouard describe la biblioteca como "una de las salas victorianas más agradables de Inglaterra". Pertenece a la primera fase del trabajo de construcción de Shaw y se completó en 1872. Tiene un gran ventanal con vistas al puente y al valle. La habitación tiene paneles de roble hasta media altura y la chimenea incluye fragmentos de ónix egipcio, adquiridos durante la visita de Armstrong al país en 1872. La biblioteca originalmente contenía algunos de los mejores cuadros de Armstrong, aunque la mayoría fueron colgados en la galería o en la sala de dibujo, siguiendo el plan posterior de Shaw de la década de 1880, aunque luego serían vendidas en 1910, diez años después de la muerte de Armstrong. La pintura más destacada que se conserva, Follow My Leader de Albert Joseph Moore, data de 1872. Andrew Saint considera la habitación "el interior doméstico más grande de Shaw". El comedor de la biblioteca contiene una chimenea de esquina "gótica".
Un retrato de Armstrong de Henry Hetherington Emmerson lo muestra sentado junto a la chimenea con sus perros, bajo una inscripción tallada en la repisa que dice Este u Oeste, Hame's Best. Las vidrieras de las ventanas de la chimenea de esquina son de William Morris, y otras vidrieras de Morris & Co., con diseños de Rossetti, Burne-Jones, Webb y Ford Madox Brown, se instalaron en la biblioteca, la galería y la parte superior escalera.

### Suite del Búho
Las habitaciones de los Búhos (Owl rooms) se construyeron en la primera campaña de construcción, formando una suite para invitados importantes. Su nombre deriva de los búhos tallados que decoran la carpintería y la cama. La habitación tiene paneles de nogal negro americano, la misma madera en la que está tallado el cabecero de la cama. Saint señala que Shaw estaba "orgulloso del diseño", que sería exhibido en una exposición en 1877. El Príncipe y la Princesa de Gales ocuparon las habitaciones durante su estancia en Cragside en 1884. Otros dormitorios, en particular los cuartos amarillo y blanco, fueron tapizados con papel tapiz de William Morris, incluidas las primeras versiones de sus diseños Fruit and Bird y Trellis. Los papeles pintados se reimprimieron utilizando los bloques de impresión originales y se volvieron a utilizar en las renovaciones del National Trust.

### Galería
La galería originalmente formaba la sala del museo de Armstrong y fue construida por Shaw entre 1872 y 1874. Conducía al observatorio en la Torre Gilnockie. Más tarde, la sala formó un lugar de paso hacia el salón recién creado y se transformó en una galería de imágenes y esculturas. Su iluminación mostró una prueba más del ingenio técnico de Armstrong. Provisto de doce lámparas de techo, la iluminación de la habitación podría complementarse con otras ocho lámparas, alimentadas por la corriente eléctrica transferida desde las lámparas del comedor cuando ya no fueran necesarias. La iluminación y los medios para proporcionarla, le importaban a Armstrong tanto a nivel técnico como estético, y llegó a escribir: "en los pasillos y escaleras las lámparas se usan sin cortinas y presentan una apariencia de lo más hermosa y estrellada".

### Sala de dibujo

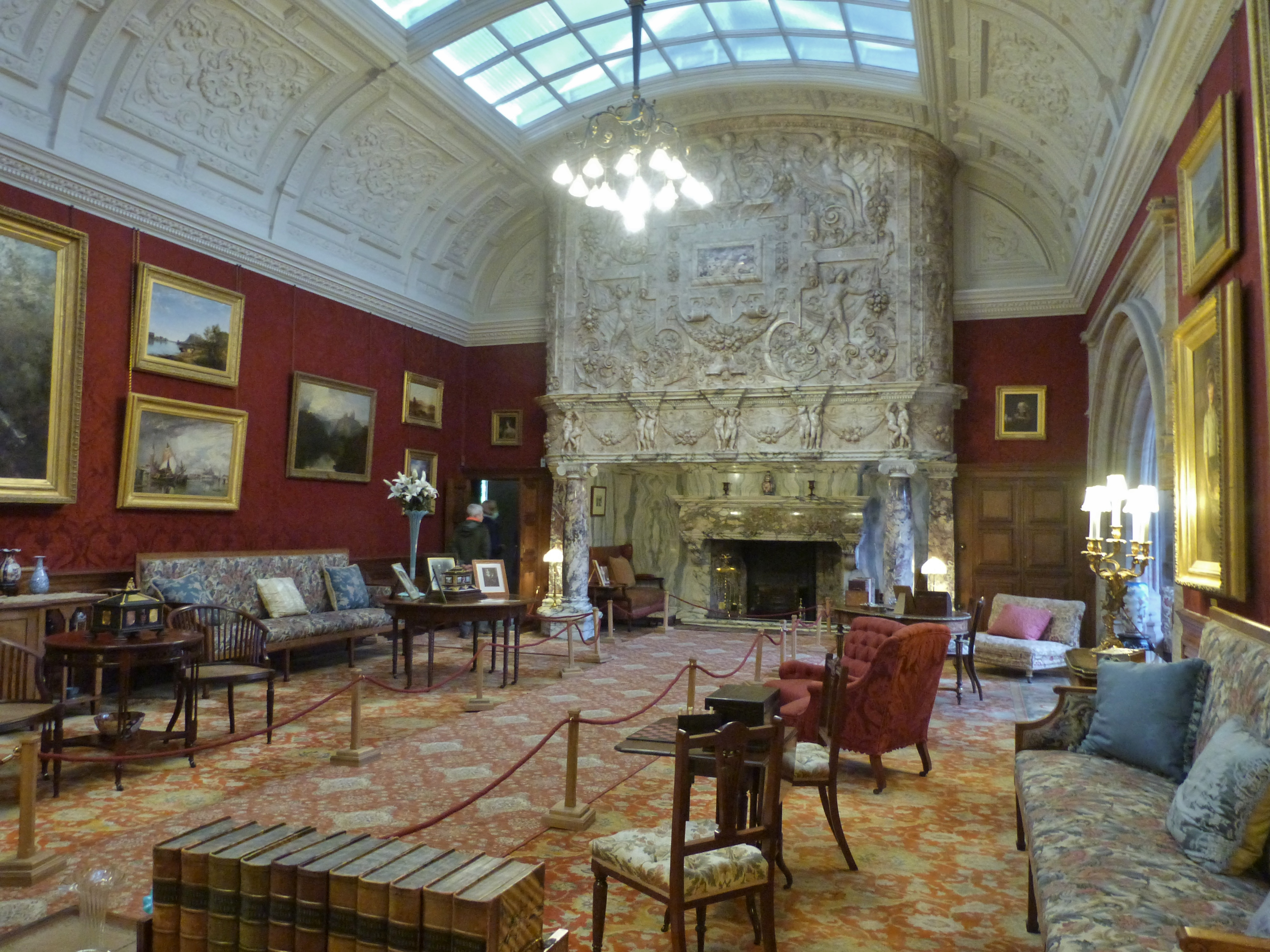
El salón y la chimenea rinconera – "sensacional", "espectacular" o "repugnante", según el gusto

El salón se edificó en la fase de construcción de la década de 1880, cuando Armstrong vendió su casa en Jesmond y residía únicamente en Cragside. Aslet sugiere que la inspiración para el diseño fue el gran salón en Haddon Hall, Derbyshire, aunque Saint considera Dawpool Hall de Shaw, en Cheshire, como la fuente de inspiración más probable. Pevsner y Richmond mencionan a Hardwick Hall y Hatfield House como posibles modelos para el "espectacular" diseño general. La habitación contiene una chimenea de rincón de mármol colosal, con reputación de pesar diez toneladas, diseñada por el asistente de Shaw, W. R. Lethaby. Muthesius describe la chimenea como un "espléndido ejemplo ... con una decoración en relieve finamente compuesta". Jenkins lo considera "sin duda la chimenea de rincón más grande del mundo" y describe el impacto general de la habitación como "sensacional", destacando el techo iluminado y las elaboradas yeserías jacobeanas. Otros han sido menos halagadores; el escritor Reginald Turnor, que no admira ni a Shaw ni a la arquitectura victoriana y sus arquitectos en general, escribió sobre el "detalle extravagante y bastante repugnante" de la habitación. En el momento de su construcción, Shaw, que trabajaba cada vez más para clientes muy adinerados, había dejado su estilo "inglés antiguo", y la habitación está diseñada y decorada con un gusto neorrenacentista más grandioso y opulento.

### Sala de billar
La ampliación de la sala de billar de 1895 es de Frederick Waller. Reemplazó a un laboratorio, en el que Armstrong realizó experimentos con corrientes eléctricas. La mesa de billar y los muebles fueron suministrados por Burroughes y Watts. La sala de billar y la sala de armas adyacente formaban una suite para fumadores, cuya ausencia anterior se evidencia en una acuarela pintada para conmemorar la visita del Príncipe y la Princesa de Gales. Se muestra al Príncipe y a Armstrong fumando puros en la terraza, ya que la convención victoriana no permitía fumar en las principales salas de recepción.

## Tecnología

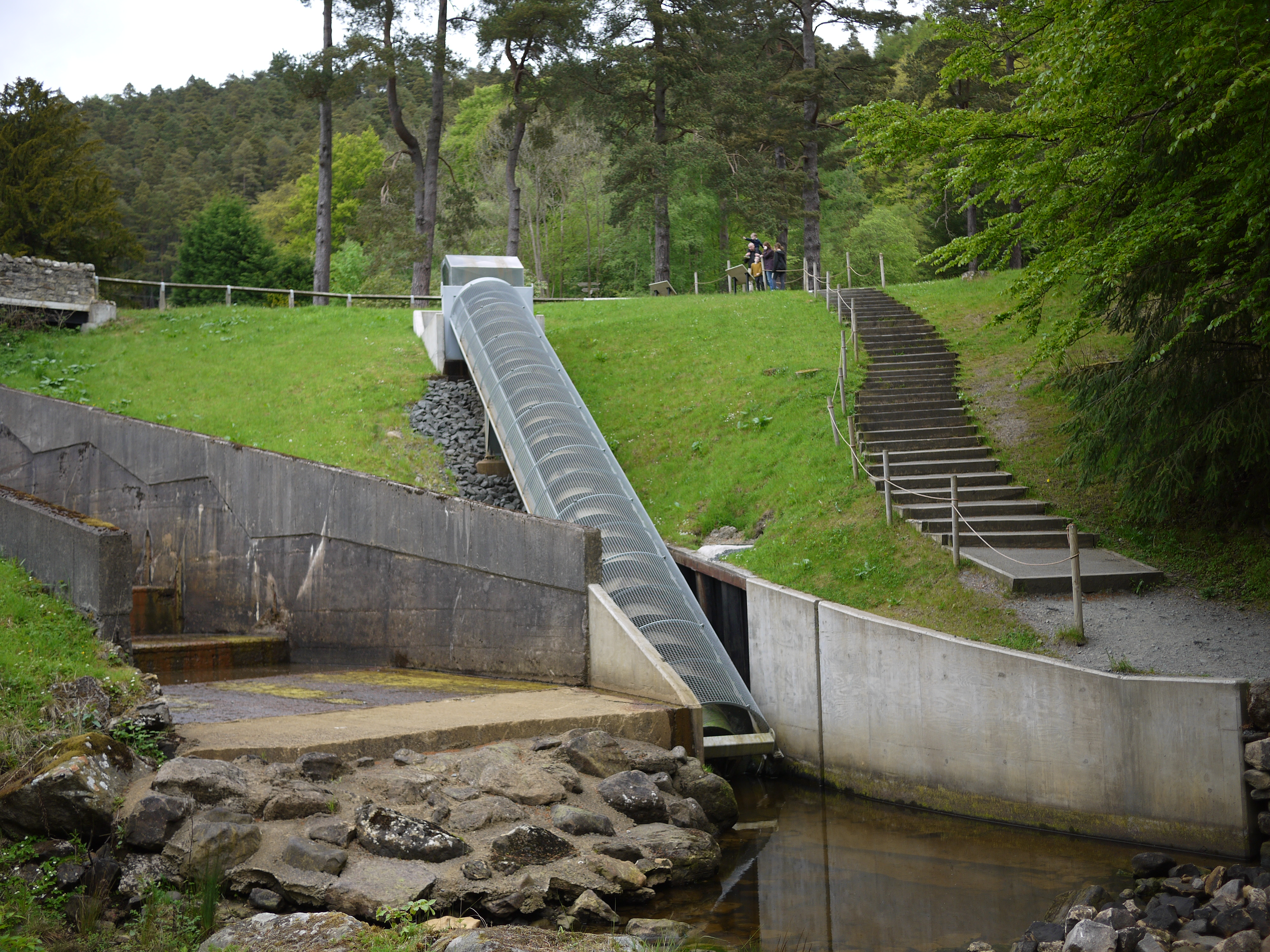
Turbina de tornillo de Cragside, instalada en 2014

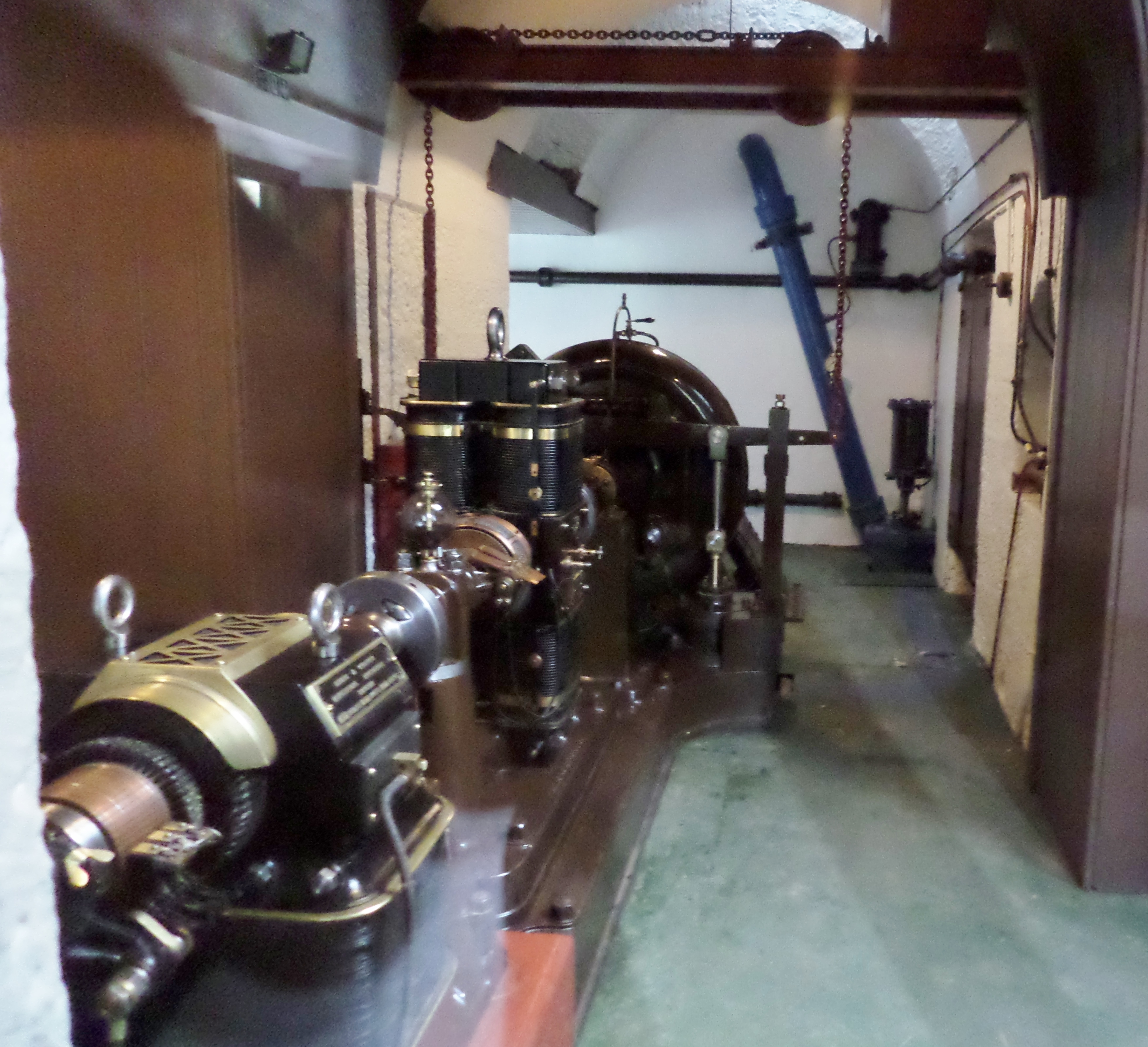
Burnfoot Power House, generador de electricidad

Después de su primera visita en 1869, Shaw describió la casa en una carta a su esposa, señalando las "maravillosas máquinas hidráulicas que hacen todo tipo de cosas que puedas imaginar". Con la construcción de presas, Armstrong creó cinco nuevos lagos en la finca, Debdon, Tumbleton, Blackburn y los lagos superior e inferior en Nelly's Moss. En 1868, se instaló un motor hidráulico. Inspirado por un molino de agua en el río Dee en Dentdale, Armstrong instaló en 1870 una dinamo Siemens en lo que fue la primera central hidroeléctrica del mundo. Los generadores, que también proporcionaban energía a los edificios agrícolas de la finca, se ampliaban y mejoraban constantemente para satisfacer la creciente demanda eléctrica de la casa. El proyecto de regeneración de 2006 incluyó un extenso recableado. Se instaló en 2014 una nueva turbina de tornillo, con un tornillo de Arquímedes de 17 metros (55,8 pies) de largo, que puede proporcionar 12   kW, suministrando alrededor del 10 por ciento del consumo de electricidad de la propiedad.
La electricidad generada se utilizó para alimentar una lámpara de arco instalada en la galería de imágenes en 1878. Esta fue reemplazada en 1880 por las lámparas incandescentes de Joseph Swan, en lo que el propio Swan consideró "la primera instalación adecuada" de iluminación eléctrica. Armstrong conocía bien a Swan y había presidido la presentación de las nuevas lámparas de Swan a la Sociedad Literaria y Filosófica de Newcastle upon Tyne. La comisión denominada Inglaterra Histórica, describe Cragside como "la primera (casa) del mundo en ser iluminada por electricidad derivada de la energía del agua". El uso de electricidad para hacer funcionar los electrodomésticos y los sistemas internos de la casa convirtió a Cragside en un pionero de la automatización del hogar. Siendo una de las primeras residencias privadas en tener un lavavajillas, una aspiradora y una lavadora, las conservadoras Sarah Schmitz y Caroline Rawson sugieren que Cragside fue "el lugar donde comenzó la vida moderna". El asador de la cocina también funcionaba con sistemas hidráulicos. El invernadero tenía un sistema de riego automático para las plantas de maceta, que giraba sobre soportes accionados por agua. Se introdujo la telefonía, tanto entre las habitaciones de la casa como entre la casa y otros edificios de la finca. Una placa en el Castillo de Bamburgh, la otra residencia de Armstrong en la costa de Northumbria, registra que su desarrollo de estas nuevas tecnologías automatizadas "emanciparon ... a gran parte del mundo de la monotonía doméstica".

## Terreno y finca

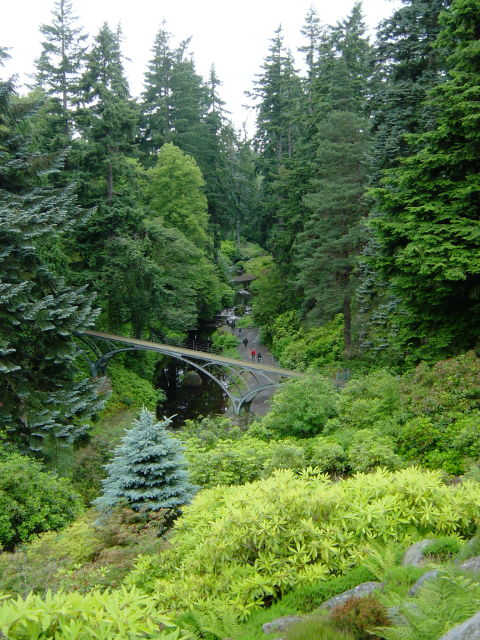
Puente de Armstrong sobre el Debdon Burn

Cragside lleva el nombre de la colina de Cragend Hill, situada tras la casa, y está rodeada por un extenso jardín de rocas, con una colección de rododendros, uno de los cuales lleva el nombre de Lady Armstrong, quien hizo una contribución considerable al diseño y construcción de los jardines, y grandes plantaciones de árboles (en su mayoría coníferas). Entre ellos se encuentra el pino silvestre más alto de Gran Bretaña, con una altura de 131 pies (40 m). Más de cien años después de su plantación, Jill Franklin escribió que "los grandes árboles oscuros forman una barrera protectora para la casa". Armstrong continuó comprando tierras después de adquirir el sitio original y en la década de 1880 los jardines y terrenos comprendían unos 1700 acres, y la extensión total, incluidas las propiedades agrícolas de Armstrong, abarcaba 15.000 acres según la biógrafa de Armstrong Henrietta Heald en 2012, y más de 16.000 acres según el historiador David Cannadine. David Dougan registra la afirmación tradicional de que Armstrong plantó más de siete millones de árboles en los jardines y zonas verdes. La finca es un santuario para algunas de las últimas colonias de ardillas rojas que quedan en Inglaterra.

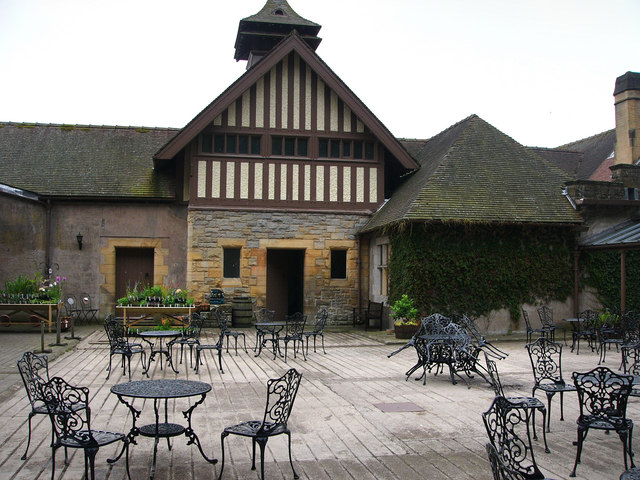
Tumbleton Stables, Cragside

La cañada al noroeste de la casa está atravesada por un puente de hierro, que cruza el Debdon Burn, construido según el diseño de Armstrong en sus talleres de Elswick Works en la década de 1870. Es una estructura catalogada de Grado II * y fue restaurada por el Trust y reabierta al público en 2008-2009. Los jardines en sí están clasificados como Grado I, y algunas de las estructuras arquitectónicas y tecnológicas tienen sus propios listados históricos. La Torre del Reloj, que regulaba la vida en la finca, data de la época de la construcción del pabellón de tiro, y podría haber sido diseñada por el mismo arquitecto; no es de Shaw. Es posible que el propio Armstrong diseñara el reloj. Al igual que el puente, la Torre del Reloj tiene una clasificación de Grado II *. Los jardines formales, donde se encontraban los grandes invernaderos de Armstrong y que durante mucho tiempo estuvieron separados de la finca principal, ahora han sido adquiridos por el Trust.

## Apariciones en medios
Cragside ha aparecido en un Open University Arts Foundation Course, en la serie documental de Jonathan Meades Abroad Again in Britain, en Britain's Hidden Heritage de la BBC One, y en Glorious Gardens from above, y en la serie de la ITV Inside the National Trust. La película de 2017 The Current War se filmó en parte en la finca. Cragside fue la base para la representación de Lockwood Manor en Jurassic World: El reino caído.